# 岡田ひかり
岡田 ひかり（おかだ ひかり、1983年6月14日 -)は、福井県出身のグラビアアイドル。身長163cm、B101・W60・H85。血液型はAB型。ライン・プロダクツ所属。
2007年1月から2008年12月7日まで芸能人女子フットサルチーム「chakuchaku J.b」に所属していた。

## 人物
- 特技はバク転[1]。自身のDVD『ダイナミックグラマラス』でも見事なバク転とY字バランスを披露し、身体能力の高さ変幻自在な柔軟なボディーを披露している。
- バラエティ番組『芸能人専用タクシー し～たく』で自身の事を「巨乳だとみんな騙されてますけど、私は本当はただのデブです」と公言している[要出典]。
- 高校野球の大ファン[1]で、「世界一奇妙なクイズ!!キターッ復活ヲタ知識」では、「高校野球オタク」として出演[要出典]。

## 出演

### バラエティ番組
- 芸能人専用タクシー し～たく（2005年、テレビ東京）
- 大進撃放送 BONZO!（2005年、東京MXTV）
- アイドルレボシューション（2005年、tvk）
- 誘惑のマーメイド(2005年、MONDO21）
- 踊る!さんま御殿!!（2006年、日本テレビ）
- 絶品！野田印 アイドル特急便（2006年、BSフジ）
- 中山秀征の年忘れ!女だらけのビリヤードバトル!（2006年、テレビ朝日）
- 世界一奇妙なクイズ!!キターッ復活ヲタ知識（2007年12月27日・2008年1月16日、テレビ朝日）

### 映画
- 遠くの空に消えた（2007年、行定勲監督）- トバの子分たち 役
- ハンドメイドエンジェル（2010年、マジカル、祭文太郎監督）
- お色気戦隊 熟レンジャー（2012年） - 桃井早紀 役[2]

### Vシネマ
- 女囚Σ-シグマ-（2006年、流石佐輔監督、主演：浜田翔子）

### インターネット放送
- 野田義治のセクシーマガジン＃05（GyaO）
- アイパイ★ちゃんねる生放送!!（2009年12月22日、ニコニコ動画 アイパイ★ちゃんねる）

### 携帯サイト
- アイドルがイッパイ

## 主な出演イベント
- ハッスル

## 主なリリース作品

### 写真集
- ambient（バウハウス）2005年4月8日発売

### DVD
- 本当にデカップ3（バウハウス）2005年4月8日発売
- 柔乳ノスタルジィ（バウハウス）2005年7月8日発売
- Colorful（バウハウス）2005年10月14日発売
- ダイナミックグラマラス（トラフィックジャパン）2006年1月25日発売
- ラブ デラックス（竹書房）2006年11月24日発売